# Coiba woldai
Coiba woldai är en stekelart som beskrevs av Marsh 1993. Coiba woldai ingår i släktet Coiba och familjen bracksteklar. Inga underarter finns listade i Catalogue of Life.